# Джейсон Чейфетс
Джейсон Чейфетс (англ. Jason Chaffetz; нар. 26 березня 1967, Лос-Гатос, Каліфорнія) — американський політик-республіканець, член Палати представників США від 3-го округу штату Юта з 2009 по 2017 (очолював Комітет Палати з нагляду та урядової реформи з 2015).

## Життєпис
У 1989 році він закінчив Університет Бригам Янг. У студентські роки був демократом і брав участь у президентській кампанії Майкла Дукакіса у 1988. Після отримання освіти, Чейфетс працював у відділі суспільних відносин багаторівневої маркетингової компанії Nu Skin International близько десяти років. У 2005 він був призначений керівником апарату губернатора Юти Джона Хантсмана, але наступного року він покинув посаду, щоб створити маркетингову компанію. У 2007 році був призначений Хантсманом головою опікунської ради Університету долини Юти.